# Amy Sackville
Amy Sackville (geboren 1981) ist eine britische  Schriftstellerin.   

## Leben
Amy Sackville studierte Englisch und Theaterwissenschaft an der Leeds University (B.A.) und am Exeter College in Oxford (MPhil). Sie machte außerdem einen Master in Creative Writing am Goldsmiths College in London. 
Ihr Debütroman Still Point wurde für den Orange Prize for Fiction nominiert und erhielt 2010 den John Llewellyn Rhys Prize. Mit dem Roman Orkney gewann sie 2014 einen Somerset Maugham Award. Ihr dritter, bebilderter, Roman Painter to the King handelt von dem Hofmaler Diego Velázquez. 
Sackville lehrt Kreatives Schreiben an der University of Kent.

## Werke
- The stillpoint. London : Portobello Books, 2010 
  - Ruhepol : Roman. Übersetzung Eva Bonné. München : Luchterhand, 2012 ISBN 978-3-630-87335-0
- Orkney. London : Granta, 2014
  - Reise nach Orkney : Roman. Übersetzung Eva Bonné. München : Luchterhand, 2016 ISBN 978-3-630-87435-7
- Painter to the King. London : Granta, 2018